# Jim Bacon
 (août 2008).
Si vous disposez d'ouvrages ou d'articles de référence ou si vous connaissez des sites web de qualité traitant du thème abordé ici, merci de compléter l'article en donnant les références utiles à sa vérifiabilité et en les liant à la section « Notes et références ».
Pour l'acteur et journaliste américain, voir James Bacon.
Pour les articles homonymes, voir Bacon.
James Alexander Bacon, né le 15 mai 1950 et mort le 20 juin 2004, est un homme politique,  Premier ministre de Tasmanie en Australie de 1998 à 2004.

## Biographie
Bacon est né à Melbourne ; son père Frank, un médecin, mourut alors qu'il avait douze ans et c'est sa mère qui l'éleva. Il fit ses études à Melbourne notamment à l'université Monash dont il suivit les cours mais n'obtint pas de diplôme. A l'université Monash, il se fit remarquer comme un des leaders des étudiants maoïstes. Il alla ensuite en Australie Occidentale où il devint membre du syndicat "Builders Labourers Federation" qui l'envoya en Tasmanie pour y implanter le syndicat. Il devint plus tard leader d'un mouvement syndical en étant porté au Secrétariat du "Tasmanian Trades & Labor Council". 
Il s'inscrivit ensuite au parti travailliste australien et fut élu député de Tasmanie en 1996.  Il devint chef du parti travailliste de Tasmanie l'année suivante et remporta les élections en 1998, battant Tony Rundle, le leader du parti libéral. Il fut réélu en 2002 avec une large majorité. 
Son gouvernement s'accompagna de beaucoup de succès aussi bien pour l'économie de l'État que pour sa popularité avec le développement du tourisme. En six ans il put diminuer la dette de l'état de 1,6 milliard de dollars australiens, faire fortement progresser le tourisme, développer une politique sociale, transformer des sociétés d'état en sociétés prospères...
Le 13 février 2004, il fut informé qu'il avait un cancer du poumon. Il eut le temps d'organiser son départ et mourut le 20 juin 2004. Il fut enterré le 25 en présence de tous les chefs des États australiens, du Premier ministre fédéral, des leaders de l'opposition.

## Fondation Jim Bacon
Une fondation nommée Jim Bacon Foundation a été créée en 2005 afin d'offrir un soutien pratique et financier aux personnes atteintes de cancer. Suite à des dons de moins en moins importants, les membres de la fondation ont décidé de la dissoudre.